# Народний союз Естонії
Народний союз Естонії (ест. Eestimaa Rahvaliit) — колишня аграрно-центристська політична партія в Естонії.

## Історія
Партія була заснована 29 вересня 1994 року в Таллінні під назвою «Естонська партія селян» (ест. Eesti Maarahva Erakond). 18 жовтня 1999 року партія отримала нову назву — Народний союз Естонії. 10 червня 2000 відбулось злиття «Народного союзу» з «Естонським союзом землі» (ест. Eesti Maaliit) й «Естонською партією пенсіонерів і родин» (ест. Eesti Pensionäride ja Perede Erakond), в результаті чого партія стала найбільшою в країні. Подальше злиття «Партією Нова Естонія» (ест. Erakond Uus Eesti) 2003 ще збільшило кількість членів партії. На парламентських виборах того ж року партія здобула 63 463 голоси, що склало 13 % від загального числа голосів, і отримала 13 мандатів зі 101.
На європейському рівні Народний союз був членом Альянсу націй Європи, втім у Європейському парламенті представлений не був.
Першим головою партії був Арнольд Рюйтель, який згодом займав пост президента Естонії.
Молодіжна організація Народного союзу називається «Молодь народного союзу» (ест. Rahvaliidu Noored).